# Episodi di Uno di noi sta mentendo (seconda stagione)
La seconda stagione della serie televisiva Uno di noi sta mentendo, composta da 8 episodi, è stata pubblicata sul servizio di streaming Netflix il 20 ottobre 2022.
| nº | Titolo originale              | Titolo italiano                       | Pubblicazione originale | Pubblicazione Italia |
| -- | ----------------------------- | ------------------------------------- | ----------------------- | -------------------- |
| 1  | Simon Says Game On!           | Simon Dice: Che il gioco abbia inizio | 20 ottobre 2022         | 20 ottobre 2022      |
| 2  | Simon Says Tick Tock          | Simon Dice: Tic toc                   | 20 ottobre 2022         | 20 ottobre 2022      |
| 3  | Simon Says Let's Get Personal | Simon Dice: Buttiamola sul personale  | 20 ottobre 2022         | 20 ottobre 2022      |
| 4  | Simon Says Gotcha!            | Simon Dice: Vi ho beccato!            | 20 ottobre 2022         | 20 ottobre 2022      |
| 5  | Simon Says Ho Ho Ho!          | Simon Dice: Ho ho ho                  | 20 ottobre 2022         | 20 ottobre 2022      |
| 6  | Simon Says You Better Pray    | Simon Dice: Faresti bene a pregare    | 20 ottobre 2022         | 20 ottobre 2022      |
| 7  | Simon Says Time Out           | Simon Dice: Pausa                     | 20 ottobre 2022         | 20 ottobre 2022      |
| 8  | Simon Says Game Over          | Simon Dice: Fine del gioco            | 20 ottobre 2022         | 20 ottobre 2022      |

## Simon Dice: Che il gioco abbia inizio
- Titolo originale: Simon Says Game On!
- Diretto da: Michael Weaver
- Scritto da: Erica Saleh

La seconda stagione riprende pochi secondi dopo che Bronwyn, Nate, Addy, Cooper e Janae ricevono un messaggio minaccioso da "Simon Dice", che li informa che il loro segreto non è ben custodito come pensavano. Nate decide di andarsene di casa dopo aver trovato sua madre che beve furiosamente. Addy non sta gestendo bene la morte di Jake; a peggiorare le cose riceve un regalo da "Simon Dice". Nel tentativo di ripristinare il buon nome della scuola, il preside Gupta chiede a Nate di essere affiancato dalla tutor Fiona; Simon aveva rivelato che la ragazza aveva accoltellato il suo insegnante per ragioni sconosciute. Nate e Fiona sembrano andare subito d'accordo. Mentre la maggior parte dei membri del Club del delitto sta cercando di andare avanti con la propria vita, Bronwyn tende una trappola a "Simon Dice" riempiendo una borsa di carta invece che di soldi e sorvegliando il punto d'incontro. "Simon Dice" fa incontrare il Club del delitto all'Hollywood Cinema, il loro vecchio punto d'incontro. Quando arrivano, trovano le targhette con il nome di ciascuno di loro sul posto in prima fila. "Simon Dice" fa capire al gruppo che vuole che paghino per aver ferito Jake. Viene anche rivelato che "Simon Dice" ha un video della notte di Halloween, che dimostra che i membri del Club del delitto erano nei boschi la notte in cui Jake è scomparso.

## Simon Dice: Tic toc
- Titolo originale: Simon Says Tick Tock
- Diretto da: Michael Weaver
- Scritto da: Jan Oxenberg

Janae crea una tavola degli omicidi cercando di scoprire chi fosse veramente "Simon Dice". Addy è ancora perseguitata dalle parole di Jake proprio come l'incubo che ha avuto la notte prima. "Simon Dice" chiede ai cinque di portare l'orologio di Jake entro mezzanotte. I cinque si riuniscono a casa di Janae e Cooper pensa che "Simon Dice" sia qualcuno che vuole soldi considerando che l'orologio di Jake valeva almeno $ 5.000. Addy immagina che Cole vorrebbe l'orologio per motivi sentimentali, ma poi ricorda che l'orologio era su Jake quando è morto. Ciò significa che era sul suo corpo che Nate e Janae hanno smaltito in fondo all'oceano. Janae e Nate rivelano di non aver gettato il suo corpo sul fondo dell'oceano ma in un congelatore sullo yacht privato dei genitori di Janae. Il gruppo pensa alle conseguenze di portare il corpo allo scoperto quando Addy ripensa a come tutti avrebbero sofferto per il suo errore. Addy afferma che può ammettere di averlo ucciso e porre fine all'incubo, ma i cinque affermano che ora è troppo tardi. Cooper convince Addy ad aprirsi su Jake dove discute con lui dei suoi incubi. Bronwyn è preoccupata che Addy possa crollare e denunciare tutti. I cinque decidono di partecipare al raduno #GiustiziaPerJake di Vanessa e le portano via il telefono. Janae accusa Cooper per aver detto a Kris cosa è successo, ma Bronwyn si lascia sfuggire che anche Maeve lo sa. Finiscono per puntarsi il dito l'un l'altro, ma Addy li costringe a calmarsi mentre il fantasma di Jake continua a tormentarla. Janae affronta Maeve e si scusa, le due si baciano e fanno pace. Maeve inganna Vanessa facendole rivelare il nome utente della persona che le ha inviato la foto di Jake che indossa lo stesso orologio di Cooper. Nel frattempo, Addy viene portata al centro della scena per fare un appello a Jake e chiedergli di tornare. Invece di farlo, Addy rivela che Jake era davvero la persona che ha ucciso Simon e gli chiede di non tornare mai più lasciando tutti scioccati. Cole consegna l'orologio allo sceriffo sicuro che il gruppo stesse nascondendo qualcosa.

## Simon Dice: Buttiamola sul personale
- Titolo originale: Simon Says Let's Get Personal
- Diretto da: Shannon Kohli
- Scritto da: Molly Nussbaum

Bronwyn e Nate ricevono messaggi diversi da "Simon Dice". Nate deve baciare Fiona mentre Bronwyn deve saltare un esame. I sospetti cadono su Evan ma presto si scopre non centrare nulla. Una ragazza di nome Giselle si fa avanti dicendo di aver conosciuto Jake in Grecia e che i due si sono innamorati. Non sarebbe mai fuggito in Messico senza dirle nulla, teme che gli sia accaduto il peggio. Addy è costretta a presentarsi a scuola con un determinato vestito lasciato fuori dalla sua porta da "Simon Dice". Addy chiede a Vanessa di poter parlare con Giselle per capire se sta dicendo la verità. Bronwyn vede Evan baciare Vanessa. Cooper riceve un messaggio da "Simon Dice" che gli impone di pubblicare sui suoi social che Jake gli ha scritto dicendogli che è in Messico e che non vuole essere trovato; Maeve aiuta Cooper. Addy incontra Giselle e scopre che sta dicendo la verità. Janae deve imbrattare la tomba di Simon. La detective Wheeler preleva il telefono di Cooper per degli accertamenti. I ragazzi del Club del delitto salgono sulla barca di Janae per liberarsi del cadavere di Jake lanciandolo in mezzo all'oceano. Bronwyn, Maeve e Addy nel guardare le foto del cellulare di quest'ultima capiscono che Jake non è mai stato in Grecia e quindi Giselle stava mentendo.

## Simon Dice: Vi ho beccato!
- Titolo originale: Simon Says Gotcha!
- Diretto da: Shannon Kohli
- Scritto da: Anthony Johnston

Rientrati al molo la detective Wheeler chiede di poter controllare la barca ma Janae le dice che senza mandato non può salire. L'agente restituisce il telefono a Cooper e gli riferisce che il messaggio ricevuto da Jake è falso. Addy riceve un messaggio di sfasciare l'auto di Giselle e dopo averlo fatto viene sospesa per qualche giorno. "Simon Dice" ordina a Nate di rubare i soldi dal ristorante dove lavora e Janae è costretta a proiettare porno nei pc della scuola. Cole, fratello di Jake, dice ad Addy di stare lontana di Giselle perché può essere pericolosa. Nate e Bronwyn scoprono che Giselle si frequenta con TJ, collega di Nate al ristorante. All'hotel dove alloggia Giselle, Nate e Bronwyn trovano i soldi che Nate aveva rubato al ristorante. Durante le ricerche nel bosco capitanate da Vanessa, Giselle trova un bossolo. "Simon Dice" comunica ai ragazzi di incontrarsi a mezzanotte. Sono convinti che dietro tutto ci sia Giselle ma questa viene trovata morta.

## Simon Dice: Ho ho ho
- Titolo originale: Simon Says Ho Ho Ho!
- Diretto da: Roxanne Benjamin
- Scritto da: Rick Montano, Vincent Ingrao

La polizia non pensa che Giselle si sia uccisa ma crede sia stato un omicidio. Addy vorrebbe confessare tutto così da evitare che "Simon Dice" abbia controllo su di loro ma gli altri ragazzi le fanno capire che non è una buona idea. Vanessa dice a Cooper e Addy che qualcuno voleva pagare Giselle affinché andasse via e pensa che siano stati loro ad averla uccisa. Janae trova un pacco a casa sua da "Simon Dice" con un biglietto che riporta di non aprirlo fino a natale. I ragazzi si riuniscono e decidono che forse è meglio raccontare tutto alla polizia. Si prendono un giorno per decidere e stare con le loro famiglie. Bronwyn, Addy, Cooper e Nate decidono di divertirsi passando la serata insieme. Maeve, insieme a Janae, cerca di scoprire chi è "Simon Dice" per evitare che finiscano tutti in galera. Quando i ragazzi si presentano alla centrale scoprono che TJ è stato fermato come sospettato per l'omicidio di Giselle.

## Simon Dice: Faresti bene a pregare
- Titolo originale: Simon Says You Better Pray
- Diretto da: Roxanne Benjamin
- Scritto da: Kyle Warren

Vanessa inizia la sua indagine sul Club del delitto. Si intrufola sulla barca di Janae poco prima che Bronwyn e Nate entrino e inizino a pomiciare. Parlano un po' di quello che è successo di recente, ma il modo in cui parlano inizia a convincere Vanessa che sono colpevoli. Il suo telefono squilla, la scoprono, per fuggire minaccia di far cadere Stan, la lucertola di Nate, da una finestra. Comincia a guardare le foto di Halloween, trovando Bronwyn, Nate, Janae e qualcuno con un costume da orso che pensa sia Maeve. Quindi, chiama Keely ed Evan e presenta una sequenza temporale convincente della festa. Su intuizione di Keely, fanno visita all'ex fidanzato violento di Keely, che Keely ha preso a pugni alla festa dopo aver cercato di imporsi su di lei. Rivela che, in uno stato di ubriachezza, si è avvicinato alla scogliera e ha visto l'auto di Jake guidare lungo la strada, stava rincorrendo qualcuno in bicicletta (Addy). Quindi tenta di riportare Keely da lui attraverso l'intimidazione, ma viene fermato da Vanessa, che ha registrato la situazione e minaccia di pubblicarla se non la lasciasse andare. Gli riferisce anche che le cose non vanno mai bene per i ragazzi che sminuiscono le donne davanti alla telecamera. Vanessa, Keely e Evan vanno dove è stata avvistata la macchina di Jake. Evan si complimenta con Vanessa per la sua gestione della situazione e le suggerisce di diventare una giornalista investigativa. Guidano lungo la strada finché non raggiungono il punto in cui Vanessa inizia la ricerca di prove. Vanessa scende da un piccolo dirupo e trova la targa di Jake. Triste, torna a casa. Quindi conclude un accordo con un notiziario locale, promettendo di rivelare prove chiave su dove potrebbe essere Jake. Pubblica un video, festeggia, ma "Simon Dice" minaccia di farle del male se va allo spettacolo e mette una telecamera sul suo telefono che mostra che "Simon Dice" è appena fuori dal suo recinto, a guardarla. Scossa, chiude le tende. Il giorno dopo, il Club del delitto è seduto in un angolo della scuola e Vanessa li affronta. Dopo che la giornata scolastica è finita, va in studio e inizia a prepararsi per lo spettacolo. Evan si ferma per farle i complimenti ancora una volta e se ne va. Beve un po' d'acqua, ma il fruscio nel suo appendiabiti la fa voltare. C'è un rumore proveniente dalla sua stanza ed Evan, confuso, entra per controllarla e trova tutto sottosopra. Vanessa si sveglia nel bagagliaio di un'auto, evidentemente rapita da "Simon Dice".

## Simon Dice: Pausa
- Titolo originale: Simon Says Time Out
- Diretto da: Ben Semanoff
- Scritto da: Molly Nussbaum, Corey Dashaun

Vanessa è stata rapita dal Club del delitto che tenta di spiegarle che lo hanno fatto per proteggerla ma lei non ci crede minimamente. Evan prova a denunciarne la scomparsa ma senza successo. Vanessa riesce a liberarsi ma viene raggiunta dai ragazzi che per tranquillizzarla decidono di raccontarle tutto. Si trovano su un'isola nella seconda casa di Bronwyn. Vengono raggiunti anche da Maeve e Kris per essere informati che la polizia ha trovato la targa della macchina di Jake giù da una scogliera. Tutti collaborano per cercare di capire chi è "Simon Dice" e capiscono che deve essere qualcuno che ha fatto riabilitazione con lui; infatti Cole ha confessato a Vanessa che Jake non è mai stato in Grecia ma in un centro riabilitativo. Sospettano di Zach e Addy insieme a Cooper vanno a parlare con Keely che non si fida di loro. Riferisce però che Zach non ha mai fatto riabilitazione. Bronwyn, Janae e Maeve si recano al centro di riabilitazione e scoprono che durante il periodo di permanenza di Jake c'era anche Fiona. Quest'ultima riceve un messaggio con scritto "stanno per capirlo". Si reca allora da Nate al ristorante chiedendogli di aiutarlo con una consegna.

## Simon Dice: Fine del gioco
- Titolo originale: Simon Says Game Over
- Diretto da: Ben Semanoff
- Scritto da: Erica Saleh, Rick Montano, Vincent Ingrao

Passato: L'episodio mostra di come Fiona ha conosciuto Jake e di un segreto che le ha rivelato. Nel presente Nate riceve un messaggio da Bronwyn che le scrive che Fiona è "Simon Dice" ma lui è in macchina con lei senza sapere la destinazione. Fiona capisce che Nate è stato informato e gli dice che vuole sapere chi ha premuto il grilletto altrimenti il video finirà nelle mani della polizia. Lo lascia scendere dall'auto e gli dà tempo fino all'indomani mattina. Passato: Fiona sta piangendo per quello che Simon ha pubblicato sul suo conto. Jake la conforta e le promette che Simon non la passerà liscia. Presente: il corpo di Jake viene rinvenuto e il Club del delitto cerca di trovare un modo per provare ad incastrare Fiona per l'omicidio. Tutto il piano sembra filare liscio fino a quando Bronwyn deve mettere la pistola in macchina di Fiona ma si accorge che essa non c'è. La pistola è stata presa da Maeve che collabora con Fiona e la punta contro Addy. Maeve si accerta che Fiona abbia cancellato il video e poi le consegna la pistola. Maeve tuttavia aveva tolto i proiettili fregandola. Nel momento in cui Fiona se ne accorge viene colpita da Maeve. Con questo cambio di programma è riuscita ad apporre sulla pistola le impronte digitali di Fiona. Quest'ultima però riesce a rinchiuderle nello Jacht e poi a dare fuoco a tutto. Vengono liberate da Nate, Cooper e Janae. Nel mentre Bronwyn affronta Fiona e le dice che è stato proprio Jake a dare la soffiata a Simon sul suo conto. Durante la colluttazione Fiona ferisce gravemente Bronwyn poco prima di essere arrestata dalla polizia. Maeve cerca di giustificarsi del tradimento dicendo che il piano non avrebbe funzionato se non fossero state trovate le impronte digitali di Fiona sulla pistola. Il resto del gruppo però non riesce a perdonarla per il suo comportamento che ha messo a serio rischio le loro vite. Fiona riceve una visita in carcere da Cole e gli riferisce che lei non ha ucciso suo fratello. Gli dice che c'è una copia del video su una pen drive che possiede Maeve ma che la polizia non le crede. Cole domanda a Fiona perché Jake ha ucciso Simon e lei gli risponde che forse lui sapeva il suo segreto. Cole rimane sorpreso dal fatto che Jake gliene abbia parlato e la ringrazia per averlo amato e le promette che la farà uscire di prigione. Fiona poco dopo si sente male in cella probabilmente avvelenata. Futuro: al liceo c'è la polizia che delimita la scena del crimine. Vengono scattate foto e recuperato un campione di sangue. Sul pavimento è anche presente la collanina di Bronwyn.